# Championnat d'Égypte de football 1964-1965
Navigation
Saison précédente Saison suivante
La saison 1964-1965 du Championnat d'Égypte de football est la 15e édition du championnat de première division égyptien. Douze clubs égyptiens prennent part au championnat organisé par la fédération. Les équipes sont regroupées au sein d'une poule unique où elles rencontrent leurs adversaires deux fois, à domicile et à l'extérieur.
C'est le club du Zamalek SC, tenant du titre, qui remporte à nouveau la compétition, après avoir terminé en tête du classement final, avec sept points d'avance sur le club d'Ismaily SC et huit sur le Tersana SC. C'est le 3e titre de champion d'Égypte de l'histoire du club.

## Les clubs participants
| - Al Ahly SC - Tersana SC - Zamalek SC - Ittihad Alexandrie - Ismaily SC - Al-Qanah | - Al Olympi - Al Sawahel - Al-Masry Club - Al Sekka Al Hadid - Suez El-Riyadi - Ghazl El Mahallah |

## Compétition

### Classement
Le classement est établi sur le barème de points classique (victoire à 2 points, match nul à 1, défaite à 0).
| Rang | Équipe             | Pts | J  | G  | N | P  | Bp | Bc | Diff |
| ---- | ------------------ | --- | -- | -- | - | -- | -- | -- | ---- |
| 1    | Zamalek SC T       | 35  | 22 | 15 | 5 | 2  | 41 | 15 | +26  |
| 2    | Ismaily SC         | 28  | 22 | 13 | 2 | 7  | 35 | 28 | +7   |
| 3    | Tersana SC C       | 27  | 22 | 10 | 7 | 5  | 48 | 28 | +20  |
| 4    | Al Ahly SC         | 25  | 22 | 9  | 7 | 6  | 26 | 25 | +1   |
| 5    | Al Olympi          | 22  | 22 | 8  | 6 | 8  | 26 | 24 | +2   |
| 6    | Ghazl El Mahallah  | 22  | 22 | 7  | 8 | 7  | 20 | 23 | -3   |
| 7    | Al-Masry Club      | 20  | 22 | 7  | 6 | 9  | 17 | 26 | -9   |
| 8    | Ittihad Alexandrie | 19  | 22 | 7  | 5 | 10 | 21 | 32 | -11  |
| 9    | Al Sekka Al Hadid  | 18  | 22 | 5  | 8 | 9  | 19 | 24 | -5   |
| 10   | Al-Qanah           | 16  | 22 | 4  | 8 | 10 | 17 | 27 | -10  |
| 11   | Suez El-Riyadi     | 16  | 22 | 7  | 2 | 13 | 16 | 27 | -11  |
| 12   | Al Sawahel         | 16  | 22 | 5  | 6 | 11 | 17 | 24 | -7   |

| Légende : Qualifications et relégations | Légende : Qualifications et relégations                |
| --------------------------------------- | ------------------------------------------------------ |
|                                         | Champion d'Égypte 1964-1965                            |
|                                         | Relégation directe en deuxième division                |
|                                         | T : Tenant du titre C : Vainqueur de la Coupe d'Égypte |

## Bilan de la saison
| Championnat d'Égypte de football 1964-1965 |                       |
| Champion                                   | Zamalek SC (3e titre) |
| Coupes et trophées                         |                       |
| Vainqueur de la Coupe d'Égypte 1964-1965   | Tersana SC            |
| Promotions et relégations                  |                       |
| Promus en Egyptian Premier League          | Al Tayaran            |
| Promus en Egyptian Premier League          | Ittihad Suez          |
| Relégués en Egyptian Second League         | Suez El-Riyadi        |
| Relégués en Egyptian Second League         | Al Sawahel            |